# Isla Moín
Isla Moín es el nombre que recibe una isla de 11,7 kilómetros cuadrados que pertenece al país centroamericano de Costa Rica ubicada entre el río Moín que inicia una red de canales conocida como el Tortuguero y la costa del mar Caribe. Administrativamente hace parte de la Provincia costera de Limón frente al mar Caribe. En los últimos años fue entregada por la municipalidad parte de la isla en concesión (23 hectáreas marinas y 50 terrestres) para construir una marina y atracadero de yates, medida que causó polémica por su impacto ambiental y cuestionamientos sobre su legalidad.